# Roberto Di Matteo
Roberto Di Matteo (Schaffhausen, Svájc, 1970. május 29. –) svájci-olasz labdarúgó, edző.
Pályafutása legnagyobb részét az angol Chelsea-ben töltötte, hat évet játszott a klubban. Az olasz válogatottban 34-szer lépett pályára és két gólt szerzett. Hazája színeiben részt vett az 1996-os Európa-bajnokságon és az 1998-as világbajnokságon.

## Pályafutása

### Játékosként

#### Svájc és Olaszország
A Svájcban, olasz szülőktől született Di Matteo a svájci FC Schaffhausenben kezdte pályafutását, majd 1991-ben az FC Zürich-hez igazolt, egy évvel később pedig már az FC Aarau-ban rúgta a bőrt. 1993-ban svájci bajnokságot nyert az Aarau-val, és ugyanebben a szezonban megnyerte a svájci Év Játékosa díjat. 1993 nyarán Olaszországba igazolt az Lazio-hoz 550,000 fontnak megfelelő összegért. A csapatban alapemberré vált, az itt töltött évei alatt debütált a válogatottban. Lazio-s karrierjének végét egy Internazionale elleni védelmi hiba okozta, és az azt követő vita Zdeněk Zeman edzővel. A játékost az angol Chelsea szerződtette akkor klubrekordnak számító 4.9 millió fontért.

#### Chelsea
Di Matteo hatásosan mutatkozott be a Chelsea-ben, debütáló mérkőzésén a Middlesbrough ellen győztes gólt szerzett. Passzolóképessége és pontos távoli lövései a csapat meghatározó emberévé tették. Első szezonjában kilenc gólt szerzett, többek közt két távolról lőtt gólt a Tottenham Hotspur és a Wimbledon ellen. A bajnokságban a 6. helyhez segítette a csapatot, ez volt a legjobb eredményük az 1989–90-es szezon óta. 1997-ben FA-kupa-döntőt játszottak a Wembley-ben a Middlesbrough ellen. Di Matteo az első percben, pontosabban a 43. másodpercben, 30 méterről gólt szerzett, ez a Wembley-ben rendezett kupadöntők leggyorsabb gólja. A Chelsea 2–0-ra győzött, ezzel elhódította a kupát is.
A következő szezonban ismét remekelt, tíz gólt szerzett, emellett számos gólpasszt adott. Az 1998-as ligakupa-döntőben ismét a Middlesbrough ellen a mérkőzés második gólját szerezte a 107. percben, ezzel a Chelsea-é lett a kupa. A KEK-döntőben is pályára lépett, csapata 1–0-ra győzött a VfB Stuttgart ellen. Ez volt az első európai sikerük 1971 óta. Ugyanebben az évben az európai szuperkupában is megmérkőzhettek, ahol a Real Madrid ellen hódították el a kupát. A mérkőzés egyetlen gólját a Di Matteo cseréjeként a 63. percben pályára lépő Gustavo Poyet szerezte.
Az 1998–99-es szezon különleges volt a csapat számára, 20 mérkőzésen át tartó veretlenségi sorozatot állítottak fel, és a szezon végén a harmadik helyen végeztek a bajnokságban, így indulhattak a Bajnokok Ligájában. Di Matteo kulcsfontosságú szerepet játszott a középpályán Gustavo Poyet, Dennis Wise és Dan Petrescu mellett, és jópár emlékezetes gólt szerzett, többek közt a Coventry City ellen a mérkőzés utolsó perceiben. Az 1999–2000-es szezon nagy részét sérülés miatt ki kellett hagynia, de az idény végén visszatért, és döntő fontosságú gólokat szerzett, mint például harmadik kupát érő gólját a Wembley-ben a 2000-es FA-kupa-döntőben Az Aston Villa ellen. A mérkőzésen kihasználta a kapus, David James hibáját, és belőtte a találkozó egyetlen, győzelmet érő gólját a 71. percben, amivel a Chelsea negyedik trófeáját szerezte három év alatt. Di Matteo a mérkőzés után ezt nyilatkozta: "Kár, hogy lerombolják ezt a régi helyet – nagyon szerencsés stadion volt számomra." Ez volt ugyanis az utolsó kupadöntő a régi Wembley-ben.
A 2000–01-es szezon elején háromszoros lábtörést szenvedett egy FC St. Gallen elleni UEFA-kupa mérkőzésen, így a következő 18 hónapot csak a kispadon tölthette. Végül 2002 februárjában, 31 évesen a visszavonulás mellett döntött. Hat, a Chelsea-nél eltöltött éve alatt 175 alkalommal lépett pályára és 26 gólt szerzett.
Később beválasztották a Chelsea legjobb tizenegyébe, és ő vezethette pályára a csapatot a 2002-es FA-kupa-döntőjében. A mérkőzést az Arsenal nyerte 2–0-ra.

### Edzőként
Di Matteo 2008. július 2-án foglalta el az angol Milton Keynes Dons edzői posztját, miután korábbi menedzserük, Paul Ince a Blackburn Rovers-hez csatlakozott. Asszisztense korábbi Chelsea-s csapattársa, Eddie Newton lett, a fitneszedző pedig Ade Mafe, aki korábban a Chelsea-nél is dolgozott, és részt vett az 1984. évi nyári olimpiai játékokon. Az MK Dons di Matteo első csapata edzőként.
Ezután a másodosztályú West Bromwich Albion edzője lett. A csapattal feljutott a Premier League-be. 2009 telén a csapat bentmaradó helyen állt, de Di Matteo-nak egy elnökséggel való konfliktus miatt távoznia kellett.
2011 nyarán a Chelsea új menedzsere, André Villas-Boas őt kérte fel másodedzőnek, amit ő el is fogadott. Márciusban a portugál edzőnek a vártnál gyengébb eredmények miatt felbontották a szerződését, ezért a szezon végéig Di Matteo vette át az irányítást. Május 1-jéig mindössze egy vereséget szenvedtek a bajnokságban. Az FA kupában a Tottenham 5-1-es legyőzésével, a Bajnokok Ligájában pedig a Napoli két gólos hátrányból elért 5-4-es és a Barcelona 3-2-es legyőzésével (összesített eredmények) jutottak a döntőbe, melyet meg is nyertek a Bayern München ellen tizenegyespárbaj után. Szerződését meghosszabbították a következő idényre, de a vártnál gyengébb szereplés miatt november végén távozni kényszerült, a Juventus elleni 0–3–ra végződő BL-mérkőzés után menesztették.

## Sikerei, díjai

### Játékosként
FC Aarau
- Svájci bajnokság

Bajnok (1): 1992–93
Chelsea
- FA-kupa

Győztes (2): 1997, 2000
- Ligakupa

Győztes (1): 1998
- FA Charity Shield

Ezüstérmes (1): 1997
- Kupagyőztesek Európa-kupája

Győztes (1): 1997–98
- UEFA-szuperkupa

Győztes (1): 1998

### Edzőként
West Bromwich Albion
- Championship

Ezüstérmes (1): 2009–10
Chelsea
- FA-kupa

Győztes (1): 2012
- UEFA-bajnokok ligája

Győztes (1): 2012